# Charles F. Curry junior
Charles Forrest Curry Jr. (* 13. August 1893 in San Francisco, Kalifornien; † 7. Oktober 1972 in Long Beach, Kalifornien) war ein US-amerikanischer Politiker. Zwischen 1931 und 1933 vertrat er den Bundesstaat Kalifornien im US-Repräsentantenhaus.

## Werdegang
Charles Curry war der Sohn des gleichnamigen Kongressabgeordneten Charles F. Curry (1858–1930). Er besuchte die öffentlichen Schulen seiner Heimat und die Howe’s Academy in Sacramento. Danach ging er mit seinem Vater, der seit 1913 Kongressabgeordneter war, in die Bundeshauptstadt Washington, wo er an der George Washington University studierte. Daran schloss sich ein Jurastudium an der Georgetown University an. Seine Zulassung als Rechtsanwalt erfolgte im Jahr 1921. Während des Ersten Weltkrieges war Curry zwischen 1917 und 1919 als Leutnant im Fliegerkorps der US Army. Ansonsten arbeitete er als Sekretär seines Vaters. Zwischen 1919 und 1930 war er für den Kongressausschuss zur Verwaltung der Territorien tätig, dessen Vorsitzender in dieser Zeit wiederum sein Vater war.
Bei den Kongresswahlen des Jahres 1930 wurde Curry im dritten Wahlbezirk von Kalifornien in das US-Repräsentantenhaus in Washington gewählt, wo er am 4. März 1931 die Nachfolge seines zwischenzeitlich verstorbenen Vaters antrat. Da er im Jahr 1932 nicht bestätigt wurde, konnte er bis zum 3. März 1933 nur eine Legislaturperiode im Kongress absolvieren. Diese war von den Ereignissen der Weltwirtschaftskrise geprägt. Nach dem Ende seiner Zeit im US-Repräsentantenhaus praktizierte Charles Curry als Anwalt; außerdem stieg er in das Minengeschäft ein. Überdies war er auch in verschiedenen anderen Branchen tätig. Politisch ist er nicht mehr in Erscheinung getreten. Er starb am 7. Oktober 1972 in Long Beach.